# ダンツィヒ十字章
ダンツィヒ十字章（Danziger Kreuz）は、国家社会主義ドイツ労働者党（ナチス党）の勲章。ダンツィヒ自由都市の大管区指導者（ガウライター）アルベルト・フォルスター（en:Albert Forster）が1939年8月31日に制定した。ダンツィヒのナチ党の発展に寄与した者に対して授与された。二等級存在し、一級ダンツィヒ十字章は88名に、二級ダンツィヒ十字章は253名に授与された。この授与はほとんどが1939年10月24日に行われた。ナチ党と親衛隊（SS）の画家ベンノ・フォン・アーレント（en:Benno von Arent）がデザインした。白いマルタ十字の勲章だった。二級ダンツィヒ十字章は赤と黄色と白のストライプのリボンが付いた。一級ダンツィヒ十字章は裏についているピンで佩用した。

## 叙勲者
一級ダンツィヒ十字章
- ルドルフ＝ヘルマン・フォン・アルフェンスレーベン親衛隊中将
- ベンノ・フォン・アーレント（en:Benno von Arent）画家
- エーリヒ・フォン・デム・バッハ＝ツェレウスキー（Erich von dem Bach-Zelewski）親衛隊大将
- ヘルマン・ゲーリング（Hermann Göring）空軍総司令官
- ラインハルト・ハイドリヒ（Reinhard Heydrich）親衛隊大将。国家保安本部長官。
- エーリヒ・ヒルゲンフェルト（en:Erich Hilgenfeldt）ナチ党福祉担当官
- カール・ジギスムント・リッツマン（de:Karl Sigismund Litzmann）エストニアのコミッサリアート
- ヨアヒム・フォン・リッベントロップ（Joachim von Ribbentrop）外務大臣。
- フランツ・クサーヴァー・シュヴァルツ（Franz Xaver Schwarz）ナチ党出納長。親衛隊上級大将。
- マックス・ジーモン（en:Max Simon）親衛隊中将
- フリッツ・トート（Fritz Todt）軍需大臣。